# 신경식
신경식(辛卿植, 1938년 10월 14일 ~ )은 대한민국의 정치인이다. 제13·14·15·16대 국회의원을 지냈다.

## 학력
- 1961년 주성국민학교 졸업
- 1964년 청주중학교 졸업
- 1957년 청주고등학교 졸업
- 1964년 고려대학교 문과대학 영문학 학사

### 비학위 수료
- 1996년 고려대학교 언론대학원 고위언론과정 수료

## 경력
- 대한일보 정치부 부장
- (주)우련통운 회장
- 국회의장 비서실장
- 한국·헝가리의원친선협회 부회장
- 한국 유네스코, 신문윤리위원회 위원
- 제13·14·15·16대 국회의원
- 민주정의당 원내부총무
- 민주자유당 김영삼 대표최고위원 비서실장
- 민주자유당 김영삼 총재 비서실장
- 민주자유당 원내부총무
- 민주자유당 중앙정치교육원장
- 제14대 대통령직인수위원회 위원 및 대변인
- 제14대 국회 후반기 문화체육공보위원회 위원장
- 제23대 정무제1장관
- 신한국당 김영삼 총재 비서실장
- 신한국당 충청북도 지부 위원장
- 제15대 대통령 선거 한나라당 이회창 대통령 후보 비서실장
- 한나라당 충청북도 지부 위원장
- 한나라당 사무총장
- 한나라당 이회창 총재 특보단장
- 제16대 대통령 선거 한나라당 이회창 대통령 후보 선거대책위원회 기획단장
- 한나라당 상임고문
- 대한민국헌정회 편집위원회 의장
- 대한민국헌정회 부회장
- 새누리당 상임고문
- 제19대 대한민국헌정회 회장
- 자유한국당 상임고문
- 미래통합당 상임고문
- 국민의힘 상임고문

## 역대 선거 결과
|  | 13.38% |

|  | 22.15% |

|  | 46.49% |

|  | 49.48% |

|  | 37.93% |

|  | 28.88% |

## 소속 정당
| 소속 정당 | 소속 정당  | 소속 기간 | 비고           |
| --------- | ---------- | --------- | -------------- |
|           | 민주공화당 | 1973~1980 | 정계 입문      |
|           | 무소속     | 1980~1981 | 정당 해산      |
|           | 민주한국당 | 1981~1988 | 창당           |
|           | 무소속     | 1988      | 탈당           |
|           | 민주정의당 | 1988~1990 | 입당           |
|           | 민주자유당 | 1990~1995 | 합당           |
|           | 신한국당   | 1995~1997 | 당명 변경      |
|           | 한나라당   | 1997~2012 | 합당 정계 은퇴 |
|           | 새누리당   | 2012~2017 | 당명 변경      |
|           | 자유한국당 | 2017~2020 | 당명 변경      |
|           | 미래통합당 | 2020      | 합당           |
|           | 국민의힘   | 2020~현재 | 당명 변경      |

## 같이 보기
- 청원군
- 청원군의 국회의원
- 대한민국의 특임장관
- 대한민국의 국회의장비서실장